# Karl Ferdinand Ranke

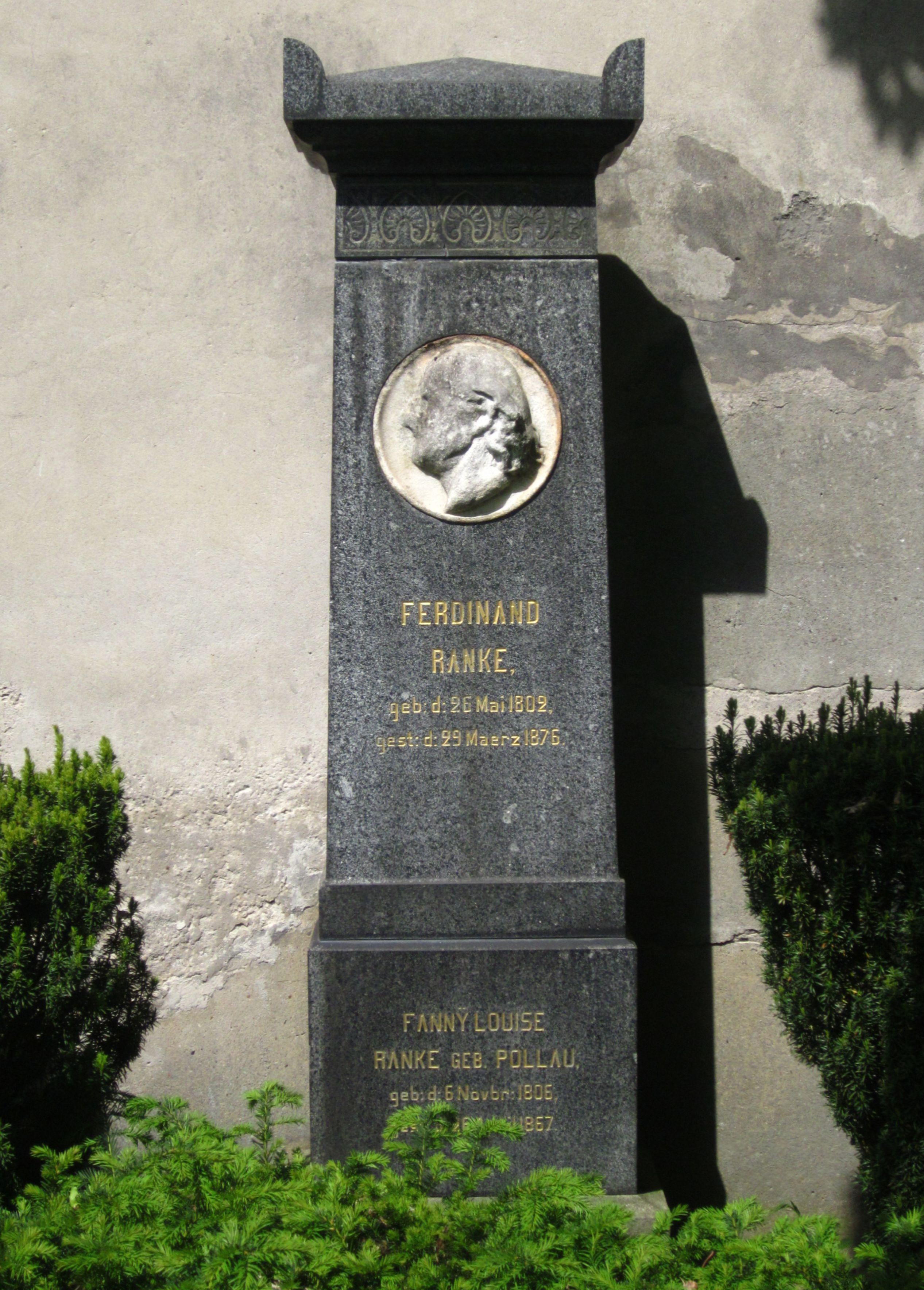
Grab von Karl Ferdinand Ranke

Karl Ferdinand Ranke (* 26. Mai 1802 in Wiehe; † 29. März 1876 in Berlin) war ein deutscher klassischer Philologe, Gymnasiallehrer und Bruder des Historikers Leopold von Ranke. 

## Leben
In seiner Position als Rektor des Göttinger Gymnasiums und des Berliner Friedrich-Wilhelms-Gymnasiums erwarb Ranke sich große Verdienste um die pädagogisch-methodische Neugestaltung der preußischen Schullandschaft. So richtete er 1840 an dem Göttinger Gymnasium Realklassen ein, in welchen statt Griechisch mehr Englisch, Französisch und Mathematik unterrichtet wurde. Im Land Hannover begründete er das erste pädagogische Seminar zur praktischen Ausbildung der Philologen.
Ranke wurde auf dem Dreifaltigkeitskirchhof II an der Bergmannstraße in Berlin-Kreuzberg beigesetzt (Feld H1). Der Grabstein trägt ein – allerdings verwittertes – Porträtrelief des Philologen. Das Grab war von 1952 bis 2011 als Ehrengrab des Landes Berlin gewidmet.

## Werke
- De lexici Hesychiani vera origine et genuina forma, Quedlinburg 1831
- Pollux et Lucianus, Quedlinburg 1831
- De Hesiodi operibus et diebus, Göttingen 1838
- De Aristophanis vita, Leipzig 1845
- Rückerinnerungen an Schulpforte 1814–1821, Halle 1874

Auch hat Ranke einige Schriftchen über die Geschichte Quedlinburgs sowie Biographien der Philologen Karl Otfried Müller (Berlin 1870) und August Meineke (Leipzig 1871) veröffentlicht.